# Johannes Platschek
Johannes Platschek (* 3. Oktober 1973 in München) ist ein deutscher Rechtswissenschaftler.

## Leben
Platschek studierte ab 1993 Rechtswissenschaft an der Ludwig-Maximilians-Universität München, wo er 1998 bzw. 2000 das erste bzw. zweite juristische Staatsexamen ablegte. Nach seiner Promotion zum Dr. jur. (2003, summa cum laude) arbeitete er ab 2004 als Assistent am Leopold-Wenger-Institut für Rechtsgeschichte und habilitierte sich 2009 für Römisches Recht, Bürgerliches Recht, antike Rechtsgeschichte und Privatrechtsgeschichte der Neuzeit.
Im September 2009 wechselte er als ordentlicher Professor für Römisches Recht, Bürgerliches Recht und Neuere Privatrechtsgeschichte an die Universität Göttingen. Nach einer Kurzzeitdozentur am deutsch-chinesischen Rechtsinstitut der Universität Nanjing im September 2011 wurde er im Dezember 2011 als Dozent an die Scuola di Dottorato in Scienze giuridiche der Universität Mailand-Bicocca aufgenommen. Im Februar 2012 wurde er als Universitätsprofessor für Römisches Recht, Romanistische Fundamente der modernen Rechte und Antike Rechtsgeschichte an die Universität Wien berufen. Im März 2015 wechselte er auf den Lehrstuhl für Römisches Recht, Antike Rechtsgeschichte und Bürgerliches Recht an der Ludwig-Maximilians-Universität München. Dort ist er auch Mitglied des Vorstands im Münchner Zentrum für Antike Welten.
Zu Platscheks Forschungsschwerpunkten zählen die hellenistische Rechtsgeschichte, der römische Zivilprozess, das antike Privatrecht in nichtjuristischen Quellen und die Textkritik der römischen Juristenschriften (Gaius, Digesten).

## Schriften (Auswahl)
- Das ius Verrinum im Fall des Heraclius von Syrakus. In: Zeitschrift der Savigny-Stiftung für Rechtsgeschichte. Romanistische Abteilung. Band 118 (2001), S. 234–263
- Studien zu Ciceros Rede für P. Quinctius. München 2005 (Dissertation)
- Augsburger Inschriften und römische Wirtschaftsorganisation. Römischrechtliche (und andere) Assoziationen im Römischen Museum Augsburg. In: Christoph Becker, Hans G. Herrmann (Hrsg.): Ökonomie und Recht – Historische Entwicklungen in Bayern. Münster 2009, S. 1–19
- Das Edikt De pecunia constituta. Die römische Erfüllungszusage und ihre Einbettung in den hellenistischen Kreditverkehr. München 2013 (Habilitationsschrift)